# 大陵五佯謬
大陵五佯謬，是恆星天文學中聯星成員的演化似乎與確定的恆星演化理論背道而馳的現象。這些演化理論的一個基本論點是恆星的演化取決於恆星的質量：質量越大的恆星，演化得越快，也越先離開主序帶，進入次巨星或巨星的階段。
在大陵五和其它聯星的情況下，我們觀察到完全不一樣的東西：質量較小的恆星已經是次巨星，而質量較大的恆星仍然停留在主序帶。起初，這似乎是矛盾的，因為聯星的成員被認為是大約同時形成的，所以有著相似的年齡。所以離開主序帶的應該是質量較大的恆星，而不是質量較小的恆星。
解決這個悖論的是，在事實上許多的聯星，在它們這兩顆恆星之間有著物質的傳輸，擾亂了正常的恆星演化程序。隨著流動的進行，即使有了質量的改變，恆星演化的階段仍然持續進行。最後，原本質量比較多的恆星儘管失去了比伴星更多的質量，仍然會先進入演化的下一階段。